# 波旁宫
波旁宫位於法国巴黎塞纳河左岸，对岸为协和广场，是法国国民议会（下议院）的所在。

## 历史
这座宫殿最初是为路易十四的女儿路易絲·弗朗索瓦絲·德·波旁公爵夫人而建，由意大利建筑师Lorenzo Giardini设计（1724年去世），1728年完成。这座建筑面的河对岸，东面是杜伊勒里宫，西面是发展中的香榭丽舍大街。1756年，路易十五带来王冠，出售给公爵夫人的孙子路易五世·约瑟夫·德·波旁 (孔代亲王)。 
在法国革命期间，波旁宫被收归国有，从1798年起五百人会议在此开会。然后，作为拿破仑使巴黎变得更宏伟的计划的一部分，建筑师Bernard Poyet在波旁宫前面增建了宏伟的人字形柱廊，作为协和广场南侧的对景；与此类似，在协和广场的北侧，皇家路的末端，也可看到马德莱娜教堂类似的古典柱廊。 
波旁王朝复辟时期，孔代亲王从流亡地返回，收回了产业，将波旁宫的很大一部分出租给下议院。1827年，这座宫殿以525万法郎的价格他的继承人手中购得。

## 拉赛宫

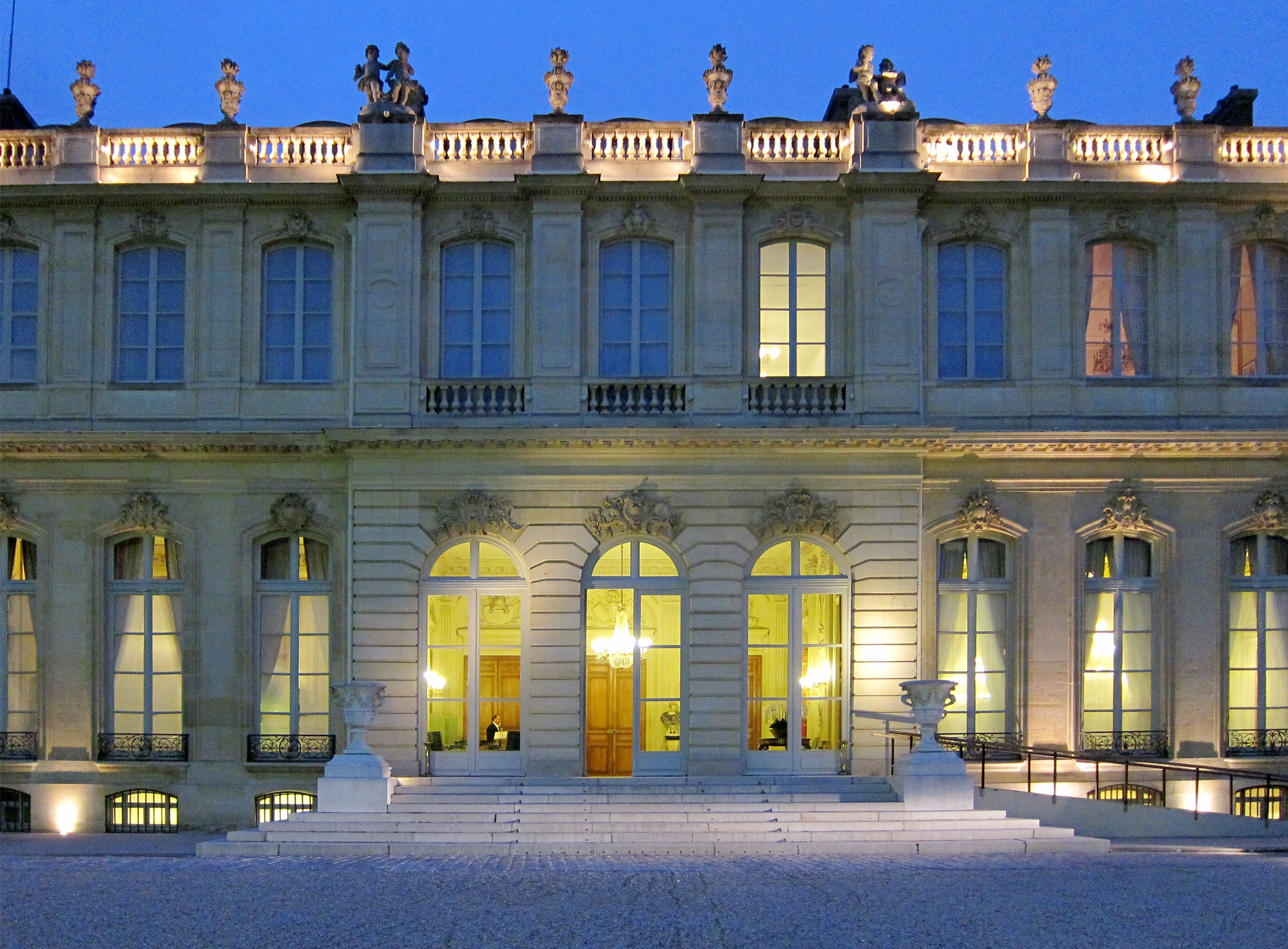
拉赛宫

毗邻的拉赛宫，连接了波旁宫的画廊，作为法国国民议会主席官邸。

## 博物馆
幸存的广泛图书馆从贵族家庭在革命期间离开法国，留下丰富的藏书： 
- 圣女贞德的审判记录
- 一些卢梭的手稿